# Suurisaari (ö i Finland, Södra Karelen, Villmanstrand, lat 61,07, long 27,56)
Suurisaari är en ö i Finland. Den ligger i sjön Luotonen och i kommunen Savitaipale i den ekonomiska regionen  Villmanstrands ekonomiska region  och landskapet Södra Karelen, i den södra delen av landet, 170 km nordost om huvudstaden Helsingfors. Öns area är 1,3 hektar och dess största längd är 200 meter i nord-sydlig riktning.